# Tendimane
Tendimane est un village du Sénégal situé en Basse-Casamance. Il fait partie de la commune de Tenghory, dans le département de Bignona et la région de Ziguinchor.
Tendimane tirerait son nom de la transcription de l'expression Diola "tan dimaay" qui signifie "là où il fait sombre". En effet pour installer leur village, les premiers habitants auraient déboisé le cœur d'une forêt galerie dont les reliques sont encore visibles, tant au nord qu'au sud du village. La majeure partie des habitations s'aligne sur deux kilomètres de long et 500 mètres de large au sud de la route reliant Bignona au Blouf, appelée Boucle du Blouf.
Deux quartiers composent le village : Kallap à l'est et Bany à l'ouest.
La population est estimée à 600 habitants (chiffres issus du recensement de la population 2021).
L'activité économique principale est la culture (arachide, mil, sorgho, riz). L'arboriculture se développe ces dernières années avec l'implantation de vergers. 
L'élevage bovin, et dans une moindre mesure ovin et caprin, complètent la composante agricole. La pêche, en raison de la raréfaction des poissons depuis la construction du barrage d' Afignam, est une activité marginale.
Le village de Tendimane possède maintenant un poste de santé et la construction d'un collège est prévue. La population bénéficie de l'énergie électrique depuis 2020 avec des lampes de rue dispersées un peu partout dans le village et un branchement particulier dans toutes les maisons et équipements publics (mosquées, poste de santé et centre de développement communautaire), de même que l'eau courante, grâce au château d'eau alimentant aussi les villages de Djimakakoor, Koutenghor et Diourou.
De même, la route, autrefois cauchemar à cause de son aspect boueux durant l'hivernage et de la poussière soulevée par les conducteurs pendant la saison sèche, est désormais goudronnée, ce qui facilite l'accès au village : Bignona n'est plus qu'à un quart d'heure de route. 
Les défis auxquels fait face le village n'en sont pas pour autant éliminés. Quelques-uns sont cités ci-dessous, tout en soulignant que la liste n'est pas exhaustive :
- désœuvrement des jeunes ;
- érosion et comblement des bas-fonds ;
- péril fécal ;
- gestion des ordures, notamment les sachets plastiques ;
- perte de la biodiversité.

Maintenant que l'eau courante est disponible, que le courant est disponible, que la route est goudronnée et que le réseau téléphonique est présent (bien que de piètre qualité) le village mène la réflexion à travers son congrès annuel pour relever les défis cités précédemment. Dans ce cadre, la coopération avec des partenaires au développement bat son plein. C'est ainsi que des partenaires québécois viennent de finir la réfection de 2 salles de classe pour l'école du village. 
De même, le village a retenu une superficie de dix (10) hectares pour réaliser un périmètre maraîcher irrigué dont deux (2) hectares réservés à la culture du moringa. 
Ce projet agro-alimentaire n'est pas encore monté ni financé. Il permettra d'offrir des emplois et d'occuper à temps plein (12 mois sur 12) les populations, notamment les jeunes. . 
D'autres initiatives qui entrent dans la relève des défis ci-dessus cités sont les bienvenues.